# HTML5Shiv
HTML5Shiv je JavaScript obilaznica kreirana od strane Sjord Fejsera (Sjoerd Visscher) sa namerom da omogući stilizovanje HTML5 elemenata u verzijama Internet eksplorera pre verzije 9 u kojima nije bilo moguće stilizovati nepoznate elemente bez JavaScript-a. 

## Internet Explorer kompatibilnost i verzije
Podrška za HTML5 elemente i druge HTML5 karakteristike je bila skoro nepostojeća pre izlaska verzije 9 Internet eksplorera.
Internet Eksplorer je pretraživač sa velikim udelom upotrebe među veb pregledačima. Od verzija Internet eksplorera najkorišćenija verzija je 9, drugo mesto je verzija 8, a treće mesto je verzija 7.  Zbog njegovog velikog procenta upotrebe, bitno je obezbediti da veb stranice pravilno funkcionišu u Internet eksploreru. HTML5Shiv dozvoljava da Internet eksplorer verzije pre verzije 9 mogu da prepoznaju i stilizuju HTML5 tagove pomoću CSS.

## Primer korišćenja
Korišćenje HTML5Shiv na HTML5 stranici je jednostavno. Može se uraditi i sa i bez instalacije biblioteke. Ispod se nalazi primer 
kako uslovno ubaciti HTML5Shiv samo za Internet Eksplorer pregledače pre verzije 9. Skripta bi trebalo da bude ubačena između <head> elementa stranice, posle bilo kakvih stilskih segmenta:
```
<!DOCTYPE html>

<
html
>

 
<
head
>

  
<!--[if lt IE 9]>

  <script src="//cdnjs.cloudflare.com/ajax/libs/html5shiv/3.7.3/html5shiv.min.js"></script>

  <![endif]-->

 
</
head
>

 
<
body
>

 
</
body
>

</
html
>

```

Za informacije o ispravkama u prethodnim i trenutnim verzijama CDN verzije posetite Cdnjs. Takođe možete da koristite i GitHub skladište za skidanje i smeštanje najnovijih verzija HTML5Shiv-a direktno u direktorijum vašeg projekta.

## Spoljašnje veze
- HTML5Shiv Code Repository
- Resig, John (24. 1. 2008), John Resig's early discussion of the shiv, John Resig
- Chart overview of browser HTML5 and CSS3 compatibility, Архивирано из оригинала 07. 02. 2010. г., Приступљено 17. 05. 2016
- HTML5, Older Browsers and the Shiv
- Irish, Paul (24. 5. 2011), The history of the HTML5 shiv, Paul Irish